# Ле-Гуль
Ле-Гуль (фр. Les Goulles) — коммуна во Франции, находится в регионе Бургундия. Департамент коммуны — Кот-д’Ор. Входит в состав кантона Монтиньи-сюр-Об. Округ коммуны — Монбар.
Код INSEE коммуны — 21303.

## Население
Население коммуны на 2010 год составляло 16 человек.
| 1962 | 1968 | 1975 | 1982 | 1990 | 1999 | 2010 |
| ---- | ---- | ---- | ---- | ---- | ---- | ---- |
| 36   | 26   | 22   | 21   | 19   | 12   | 16   |

## Экономика
В 2010 году среди 9 человек трудоспособного возраста (15—64 лет) 8 были экономически активными, 1 — неактивными (показатель активности — 88,9 %, в 1999 году было 50,0 %). Из 8 активных жителей работали 8 человек (5 мужчин и 3 женщины), безработных не было. Среди 1 неактивного 0 человек были учениками или студентами, 1 — пенсионером, 0 были неактивными по другим причинам.